# Nakajima A4N
Chiếc Nakajima A4N là một kiểu máy bay tiêm kích hoạt động trên tàu sân bay của Hải quân Đế quốc Nhật Bản, và là chiếc máy bay cánh kép cuối cùng được Nakajima thiết kế. Nó được hoàn tất vào năm 1934, nhưng những vấn đề về động cơ đã khiến nó chỉ được đưa ra hoạt động vào năm 1936. Tên gọi chính thức của Hải quân Nhật cho kiểu máy bay này là "Máy bay Tiêm kích Hoạt động trên tàu sân bay Loại 95". Có tổng cộng 221 chiếc được chế tạo.

## Các phiên bản
A4N1
Máy bay Tiêm kích Hoạt động trên tàu sân bay Loại 95

## Các nước sử dụng
Nhật Bản
- Hải quân Đế quốc Nhật Bản

## Đặc điểm kỹ thuật (A4N1)
Nguồn:

### Đặc tính chung
- Đội bay: 01 người
- Chiều dài: 6,64 m (21 ft 9 in)
- Sải cánh: 10,0 m (32 ft 10 in)
- Chiều cao: 3,07 m (10 ft 1 in)
- Diện tích bề mặt cánh: 22,9 m² (246 ft²)
- Trọng lượng không tải: 1.276 kg (2.807 lb)
- Tải trọng có ích: 1.760 kg (3.872 lb)
- Động cơ: 1 x động cơ Nakajima Hikari 1 công suất 730 mã lực (545 kW)

### Đặc tính bay
- Tốc độ lớn nhất: 352 km/h (220 mph)
- Tầm bay tối đa: 850 km (460 mi)
- Trần bay: 7.740 m (25.394 ft)

### Vũ khí
- 2 x súng máy 7,7 mm (0,303 in) gắn cố định bắn hướng ra trước
- 120 kg (264,6 lb) bom

## Nội dung liên quan

### Máy bay liên quan
A2N

### Trình tự thiết kế
1MF - A1N - A2N - A3N - A4N - A5M - A6M/A6M2-N - A7M

### Danh sách liên quan
- Danh sách máy bay chiến đấu
- Danh sách máy bay quân sự Nhật Bản